# Brunnenkirche (Lössel)

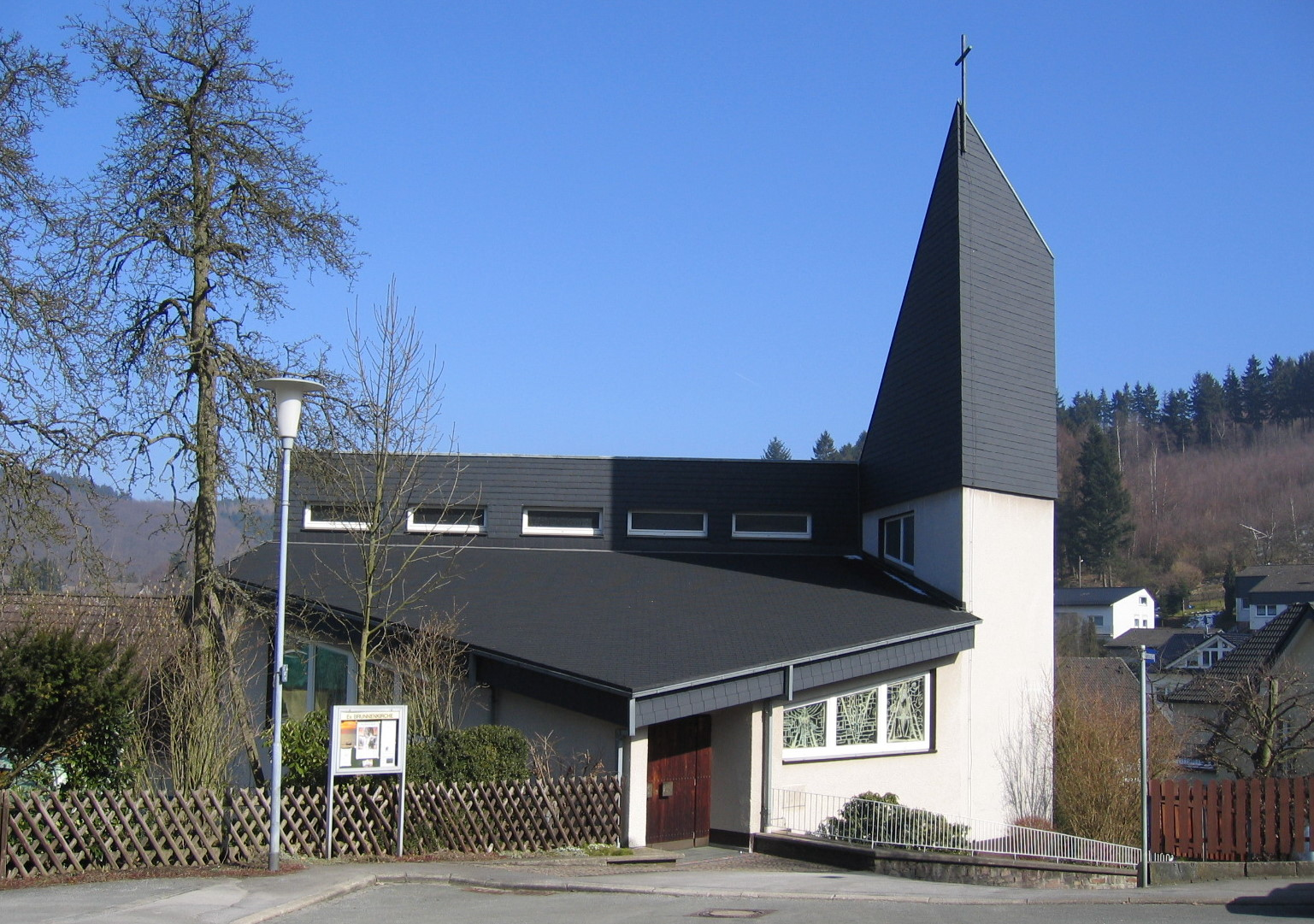
Brunnenkirche

Die Brunnenkirche ist eine evangelische Kirche im Stadtteil Lössel der Stadt Iserlohn. Den Namen Brunnenkirche erhielt sie in Anspielung auf die Nachbarschaft zum ehemaligen Dorfbrunnen sowie die biblische Bedeutung von Brunnen. Sie bietet Platz für etwa 140 Personen.

## Geschichte
Die 1981 gebaute und am 4. Juli 1982 eingeweihte Kirche ist die jüngste Kirche im evangelischen Kirchenkreis Iserlohn.
In den 1960er und 1970er Jahren wuchs die Bevölkerung im Stadtteil Lössel sprunghaft an, so dass die als Gemeindehaus genutzte ehemalige Fabrik Ising am Brunnenweg nicht mehr ausreichte. 1979 wurde daher der evangelische Kirchbau- und Förderverein Lössel e.V. gegründet. Der Hagener Architekt Schmidt konzipierte die Kirche als Anbau an das bisherige Gemeindehaus. Zu ihren architektonischen Besonderheiten zählt, dass sie keinen rechten Winkel aufweist. Dreiviertel der Bauleistung ist von den Dorfbewohnern in Eigenleistung geschaffen worden.
2009 wurde die Glocken-Anlage durch Spenden und Unterstützung des Fördervereins erneuert und zusätzlich eine kleine Bronzeglocke installiert.

## Ausstattung
Das Altarfenster aus Buntglas schuf der Iserlohner Glaskünstler Günther Tomczak. Die Farben blau, weiß und rot symbolisieren Dreifaltigkeit. Auf dem Fenster sind ein Fischernetz, Fische und eine Taube zu sehen. Sieben weitere, modern gestaltete Fenster greifen symbolisch Licht, Brot, Weg, Tür, Weinstock, Hirte und Auferstehung auf.
Das Kreuz über dem Altar entstand aus den Balken eines alten, abgerissenen Lösseler Fachwerkhauses.
1983 wurde eine Tzschökel-Orgel installiert. Sie besitzt vier Register und hat einen warmen Klang.
Im Kirchturm befinden sich zwei Glocken aus Bronze:
- Die Pankratiusglocke stammt noch aus dem Mittelalter (13. bis 15. Jahrhundert). Sie überstand die Jahrhunderte und hängt seit 1961 in der Brunnenkirche. Sie wiegt etwa 200 kg, hat einen Durchmesser von 65 cm und eine Höhe von 54 cm. Sie trägt die Inschrift +Agnus dei, qui tolis peccata mundi miserere +beatus Pancratius ora pro nobis (Lamm Gottes, das du trägst die Sünden der Welt, erbarme dich / Seliger Pankratius, bitte für uns.)[3]
- Die zweite Glocke wurde erst 2008 gegossen und im Zug einer Sanierung der Glockenanlage 2009 im Turm aufgehängt. Sie hat ein Gewicht von 75 kg und einen Durchmesser von 45 cm. Die Höhe beträgt 35 cm. Sie trägt die Inschrift: +Alle, die ihr durstig seid, kommt her zum Wasser!+